# Classe Lüneburg
La classe Lüneburg  est une classe de navire auxiliaire/navire ravitailleur de la marine allemande. Chaque navire portait le nom d'une ville allemande. Les unités n'étaient pas toutes identiques, et elles ont été initialement différenciées selon 701 A et 701 B. Seul le Coburg faisait partie du type 701 B car il pouvait également transporter du pétrole lourd (code OTAN: F82) en plus du diesel.

## Navires
| Désignation | Nom        | Type | Mission                    | Port d'attache | Sorti du service  | Destination                                      |
| ----------- | ---------- | ---- | -------------------------- | -------------- | ----------------- | ------------------------------------------------ |
| A1411       | Lüneburg   | A    | ravitailleur               | Flensburg      | 2 juin 1994       | Colombie ARC Cartagena de Indias                 |
| A1412       | Coburg     | B/D  | ravitailleur               | Kiel           | 25 septembre 1991 | Griechenland als AST Axios                       |
| A1413       | Freiburg   | E    | ravitailleur               | Wilhelmshaven  | 17 décembre 2003  | Marine nationale d'Uruguay ROU 4 General Artigas |
| A1414       | Glücksburg | C    | ravitailleur               | Wilhelmshaven  | 1.Novembre 2001   | Égypte A-230 Shalatein                           |
| A1415       | Saarburg   | C    | ravitailleur               | Olpenitz       | 14 avril 1994     | Cédé à la Grèce                                  |
| A1416       | Nienburg   | A    | Guerre des mines           | Wilhelmshaven  | 26 mars 1998      | Marine colombienne ARC Buenaventura              |
| A1417       | Offenburg  | A    | ravitailleur               | Kiel           | 30 juin 1993      | Espagne                                          |
| A1418       | Meersburg  | C    | ravitailleur de sous-marin | Eckernförde    | 22 décembre 2004  | MArs Wilhelmshaven                               |